# 김운환
김운환(金沄桓, 1946년 12월 13일~)은 대한민국의 기업인, 정치인이다. 본관은 김해.

## 생애
1946년 경상남도 울산군 동구 방어진읍 서부리 (현 울산광역시 동구 방어진읍 서부리)에서 태어났다. 남목초등학교, 방어진중학교, 울산공업고등학교, 동아대학교 정치외교학과를 졸업하였다. 1970년대 김명윤 국회의원의 비서를 지내는 한편 개인 회사를 경영하였다.
1987년 제13대 대통령 선거를 앞두고 통일민주당에 입당하여 김영삼 후보 측의 울주군 선거대책위원장을 역임하였다. 1988년 제13대 국회의원 선거에서 통일민주당 전국구 국회의원에 당선되었다.
1990년 3당 합당으로 민주자유당이 출범할 때 합류하였다. 1992년 제14대 국회의원 선거에서 민주자유당 후보로 부산직할시 해운대구 선거구에 출마하여 당선되었다. 1993년 한국민속씨름협회 회장으로 추대되었다. 1994년 민주자유당 부산직할시 지부장 직무대행에 임명되었다. 1995년 민주자유당 조직발전특별위원회 위원장에 임명되었다.
1996년 제15대 국회의원 선거에서 신한국당 후보로 부산광역시 해운대구-기장군 갑 선거구에 출마하여 통합민주당 이기택 후보를 꺾고 당선되었다. 1997년 제15대 대통령 선거를 앞두고 이인제 등과 신한국당을 탈당하여 국민신당 창당에 참여하였다. 1998년 국민신당이 새정치국민회의에 흡수되자 새정치국민회의 소속이 되었다. 이후로도 이인제의 측근으로 활동하였다. 1999년 새정치국민회의 부산광역시지부장에 임명되었다.
2000년 제16대 국회의원 선거에서 새천년민주당 후보로 같은 선거구에 출마하였으나 한나라당 손태인 후보에 밀려 낙선하였다. 이후 뇌물수수, 사기 등의 혐의로 몇 번 구속되었다.

## 학력
- 남목국민학교 졸업
- 방어진중학교 졸업
- 울산공업고등학교 졸업
- 동아대학교 정치외교학과 졸업
- 서울대학교 행정대학원 발전 정책 과정 수료

## 경력
- 일송문화장학회장
- 김영삼 대통령 후보 울산시 울주군 선거대책위원장
- 국회건설ㆍ예결위원
- 통일민주당 울산시당 중구 지구당 위원장ㆍ부대변인
- 민주자유당 부산시당 해운대구 지구당 위원장

## 수상
- 국민포장

## 역대 선거 결과
|  | 23.8% |

|  | 51.74% |

|  | 49.15% |

|  | 21.45% |